# Cyaniris musina
Cyaniris musina är en fjärilsart som beskrevs av John Henry Leech 1893. Cyaniris musina ingår i släktet Cyaniris och familjen juvelvingar. Inga underarter finns listade i Catalogue of Life.